# Gianuario Carta

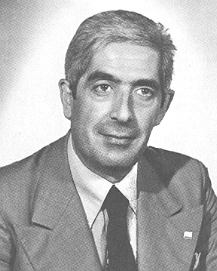

Gianuario Carta (* 1. Januar 1931 in Bitti, Italien; † 14. Februar 2017 in Cagliari) war ein italienischer Jurist und Politiker der Democrazia Cristiana (DC).

## Leben
Carta wurde 1931 in Bitti in der sardischen Provinz Nuoro geboren.
Er absolvierte ein Studium der Rechtswissenschaften an der Università Cattolica del Sacro Cuore. Er war Anwalt und Präsident der Rechtsanwälte in der Provinz Nuoro.
Von 1983 bis 1986 war er Minister für die Handelsmarine im Kabinett Craxi I. Er wurde zweimal in die Abgeordnetenkammer gewählt, von 1968 bis 1983 und von 1983 bis 1992 in den Senat.